# الخوخة (الحديدة)

تعديل مصدري - تعديل

الخوخة هي مدينة يمنية تتبع محافظة الحديدة، وهي مركز مديرية الخوخة، بلغ تعداد سكانها 12339 نسمة حسب الإحصاء الذي أجري عام 2004.

## الأحياء والحارات
| الحارة | عدد المساكن | عدد الأسر | الذكور | الأناث | الإجمالي |
| ------ | ----------- | --------- | ------ | ------ | -------- |
|        |             |           |        |        |          |

## روابط خارجية
- World Gazetteer:Yemen
- الجهاز المركزي للإحصاء بالجمهورية اليمنية
- المركز الوطني للمعلومات باليمن